# Access Industries
Access Industries, Inc. är ett amerikanskt privat multinationellt konglomerat som verkar inom branscherna för fastigheter, kemikalier, media, naturresurser, telekommunikation och venturekapital. De har investerat i företag så som Alibaba Group, Deezer, Icon Productions, Lyondell Basell, Meta Platforms, Rocket Internet, Rusal, Snap Inc., Spotify, Warner Music Group, Yelp och Zalando.
Företaget grundades 1986 av den ukrainskfödde amerikansk-brittiska företagsledaren Sir Leonard Blavatnik, som fortfarande kontrollerar konglomeratet. De uppskattas ha en omsättning på runt en miljard amerikanska dollar och en personalstyrka på 17 533 anställda. Huvudkontoret ligger i New York.